# ماليزيا 2020

واواسان 2020 : شعار وموضوع يوم الاستقلال الماليزي في 1991.

رؤية 2020 أو واوسان 2020 (بلغة الملايو : Wawasan 2020) هي رؤية قدمها رئيس وزراء ماليزيا مهاتير محمد خلال طرحه خطة ماليزيا السادسة في عام 1991. تدعو الرؤية الأمة إلى الوصول بماليزيا إلى دولة صناعية مكتفية ذاتيا بحلول عام 2020، حيث شملت جميع جوانب الحياة، مثل الازدهار الاقتصادي والرفاه الاجتماعي والمستوى التعليمي العالمي والاستقرار السياسي، وكذلك التوازن النفسي. لتحقيق رؤية 2020، أعرب مهاتير عن أسفه لأن ماليزيا تحتاج إلى نمو سنوي قدره 7٪ (بالقيمة الحقيقية) خلال فترة الثلاثين سنة 1990-2020، بحيث يكون الاقتصاد في 2020 أقوى بثمانية أضعاف مما هو عليه في 1990، أي أن يرتفع الناتج المحلي الإجمالي البالغ 115 مليار رينغيت ماليزي في 1990 إلى 920 مليار بحلول 2020.
واوسان 2020 هو عنوان مقال لويليام غريدر عن العولمة في ماليزيا.

## تحديات
وضع مهاتير تسع تحديات يتحتم تحقيقها بغية تغيير ماليزيا وتحقيق رؤية 2020.
- تحدي 1 : تأسيس أمة ماليزية واحدة مكونة من (العرق الماليزي).
- تحدي 2 : خلق مجتمع ماليزي متحرر سيكولوجياً، آمن، ومتطور.
- تحدي 3 : تشجيع وتطوير مجتمع ديموقراطي ناضج.
- تحدي 4 : تاسيس مجتمع أخلاقي بشكل كامل.
- تحدي 5 : تأسيس مجتمع ناضج متحرر ومتسامح.
- تحدي 6 : تأسيس مجتمع علمي وتقدمي.
- تحدي 7 : تأسيس مجتمع مهتم بشكل كامل.
- تحدي 8 : الحصول على مجتمع عادل اقتصادياً، حيث يوجد توزيع عادل لثروة الأمة.
- تحدي 9 : تأسيس مجتمع مزدهر مع اقتصاد منافس، ديناميكي، متين وقوي بشكل كامل.